# Varennes (Yonne)
Varennes település Franciaországban, Yonne megyében. Lakosainak száma 330 fő (2022. január 1.). Varennes Jaulges, Ligny-le-Châtel, Méré és Villiers-Vineux községekkel határos.

## Népesség
A település népessége az elmúlt években az alábbi módon változott:
| Lakosok száma | 304  | 319  | 329  | 323  | 322  | 322  | 321  | 324  | 330  |
|               | 2013 | 2015 | 2016 | 2017 | 2018 | 2019 | 2020 | 2021 | 2022 |